# Àurea Cuadrado Castillón

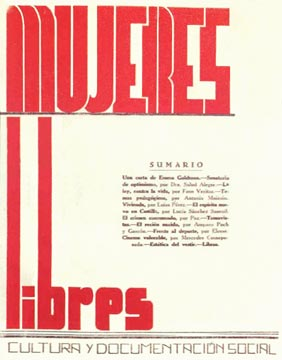
Publicació Núm. 1 de "Mujeres Libres"

Áurea Cuadrado Castillón (Ontinyena, 23 d'agost de 1894 - Mallorca, 18 de desembre de 1969), també coneguda com a Àurea Cuadrado Alberola, va ser una militant anarquista feminista.

## Activisme.
Va començar el seu activisme a Ontinyena després de la proclamació de la II República de la mà del seu mestre llibertari José Alberola, en homenatge del qual va adoptar-ne el cognom. De molt jove es va instal·lar a Barcelona amb la seva família. A tretze anys, va treballar primer en una carnisseria del mercat del Ninot i després com a modista. Va tenir un protagonisme destacat en les manifestacions de dones de 1916, juntament amb Roser Dulcet, Balbina Pi, i d'altres, que protestaven contra l'encariment dels productes de primera necessitat i per la millora de la qualitat de vida. En aquest període va conèixer de primera mà el moviment anarquista.
Modista de professió, va pertànyer al Sindicat del Vestit de la Confederació Nacional del Treball (CNT) des de 1916. Durant els anys republicans 1934-1936 va participar de les activitats dels ateneus llibertaris barcelonins Fars i Idealistes Pràctics, on va adquirir una gran formació cultural. El 1934 va formar part del Grup Cultural Femení que va ser el fonament de l'agrupació anarquista Dones Lliures.

## Guerra Civil 1936-1939
En esclatar la Guerra Civil va participar en l'ocupació de la Casa de Caritat i va formar part del Comitè Revolucionari de les Corts i també en el de Gracia. Va treballar juntament amb Fèlix Carrasquer organitzant la Casa Provincial de Maternitat i Expòsits de Barcelona, on va impulsar tallers de «maternitat conscient», entre altres iniciatives. El 5 d'agost de 1936 en va ser nomenada directora quan Carrasquer va deixar el càrrec per impulsar l'Escola de Militants Aragonesos. Alhora va ser substituïda com a directora pedagògica per Pilar Grangel, pedagoga racionalista i militant anarcosindicalista.
Emma Goldman, l'anarquista teòrica nord-americana. va visitar la institució i les seves opinions van ser recollides per un diari de la ciutat, que transcriu Sara Berenguer.
| « | La Casa de Maternitat de Barcelona: la notable escriptora Emma Goldman declara que era, en el seu gènere, el més perfecte que havia vist a Europa. Formes noves, reveladores d'un esperit nou, més racional i més humà, donen aquesta categoria d'exemplar a un establiment que l'estil mongívol feia abans odiós; i bona part del mèrit és d'Àurea Cuadrado, directora de la Casa Maternitat de Barcelona. | » |

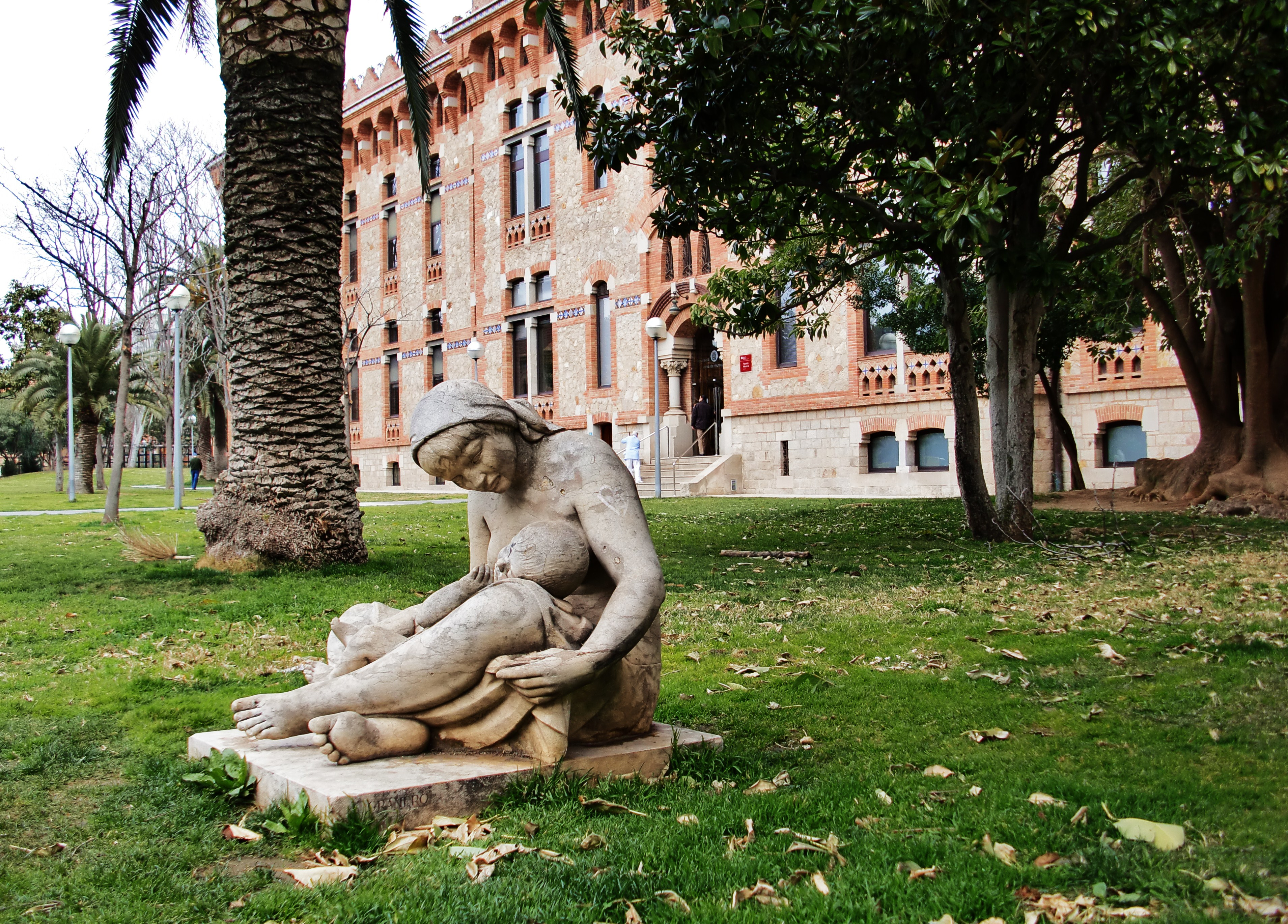
Jardins de la Casa provincial de la Maternitat (Barcelona)

També va ser secretària d'Assistència Social dela Solidaritat Internacional Antifeixista (SIA) el 1937. I en representació de la CNT, va ser membre del Consell Plenari de l'Institut d'Adaptació Professional de la Dona de Barcelona. Com a membre del Comitè Regional de Catalunya de Dones Lliures, va col·laborar en la revista del mateix nom:
| « | Estem afirmant les primeres bases d'una societat nova que substituirà per sempre més els vells i limitats motlles. Per això es precís que la influència renovadora arribi a tots els racons socials i transformi, utilitzant l'educació psicobiològica els vells conceptes metafísics en altres més racionalistes i humans.... | » |

## Anys posteriors a la guerra civil i exili[calcitació]
En acabar la guerra va ser la responsable de l'evacuació dels nens de les guarderies de la Solidaritat Internacional Antifeixista.
El 1939 va prendre el camí de l'exili cap a Perpinyà, juntament amb els companys llibertaris Paulino Diéz i Domingo Rojas. En un primer moment van poder escapar de les autoritats i ajudar des del exterior els companys que hi havia tancats en els camps de Barcarès, d'Argelers, Sant Cebrià i Mars, coordinant el repartiment de medicaments i queviures.
Durant l'octubre de 1939 va ser detinguda i traslladada al Camp de Argelers. Durant el període de confinament va crear i treballar per l'organització de la Gota de llet, organització que proveïa de llet materna als nadons que hi havia en el camp.
A principi de 1940 va aconseguir un passatge per a Amèrica. Després d'un temps a Santo Domingo, el 1943 es va instal·lar a Cuba amb la seva filla i va seguir amb la seva feina de modista. Al cap d'un temps va poder passar a Nova York, on es va unir a Domingo Rojas, amb qui es va assentar a Mèxic, formant part del grup editor de Terra i Llibertat.
Després de tornar a Catalunya i de sofrir una greu malaltia el 1953, que la va deixar sense memòria, es va establir a Mallorca, on el 18 de desembre de 1969 va morir a Palma.
El 30 de setembre de 2005 es va inaugurar al barri de les Corts de Barcelona el Jardí Áurea Quadrado en memòria seva.